# 羅克克里克 (阿拉巴馬州)
羅克克里克（英語：Rock Creek）是一個位於美國阿拉巴馬州傑佛遜縣的非建制地區和人口普查指定地區。根據2010年美國人口普查，該地人口為1456人。

## 地理
羅克克里克的座標為33°28′33″N 87°04′44″W / 33.475884°N 87.079003°W，而該地最高點為海拔高度179米（即587英尺）。